# سرزمین مجازات (فیلم)
ضعف فیلمی محصول سینمای آمریکاست که در سال ۲۰۰۱ در سبک تریلر روانشناسانه، با کارگردانی و بازیگری بیل پاکستون و با بازی متیو مک‌کانهی ساخته شده‌است. این اولین تجربه‌ی کارگردانی برای بیل پاکستون بوده است. داستان فیلم بر رابطه‌ی یک پدر و پسر مذهبی متعصب و متوهم که معتقدند توسط خدا برای کشتن افراد به زعم خودشان گناهکار انتخاب شده‌اند تمرکز دارد.

## داستان
در یک شهر کوچک یک‌ سری قتل‌های زنجیره‌ای رخ داده‌ است که قاتل طوری صحنه‌سازی کرده که گویا چیز دیگری مثل شیاطین در این قتل‌ها دست داشته‌اند، پلیس هم با سردرگمی به دنبال قاتل می‌گردد که...

## شخصیت‌ها
- بیل پاکستون - پدر مِیکس
- متیو مک‌کانهی - فنتون میکس/آدام میکس
- پاورز بوث - مامور اف‌بی‌آی
- مت اولری - آدام جوان
- جرمی سومپتر - آدام جوان
- آلن دیویدسون - برادر سفید
- Vincent Chase - ادوارد مارس
- Gwen McGee - اپراتور
- Edmond Scott Ratliff - فرشته
- Rebecca Tilney - معلم